# 東ティモールの音楽

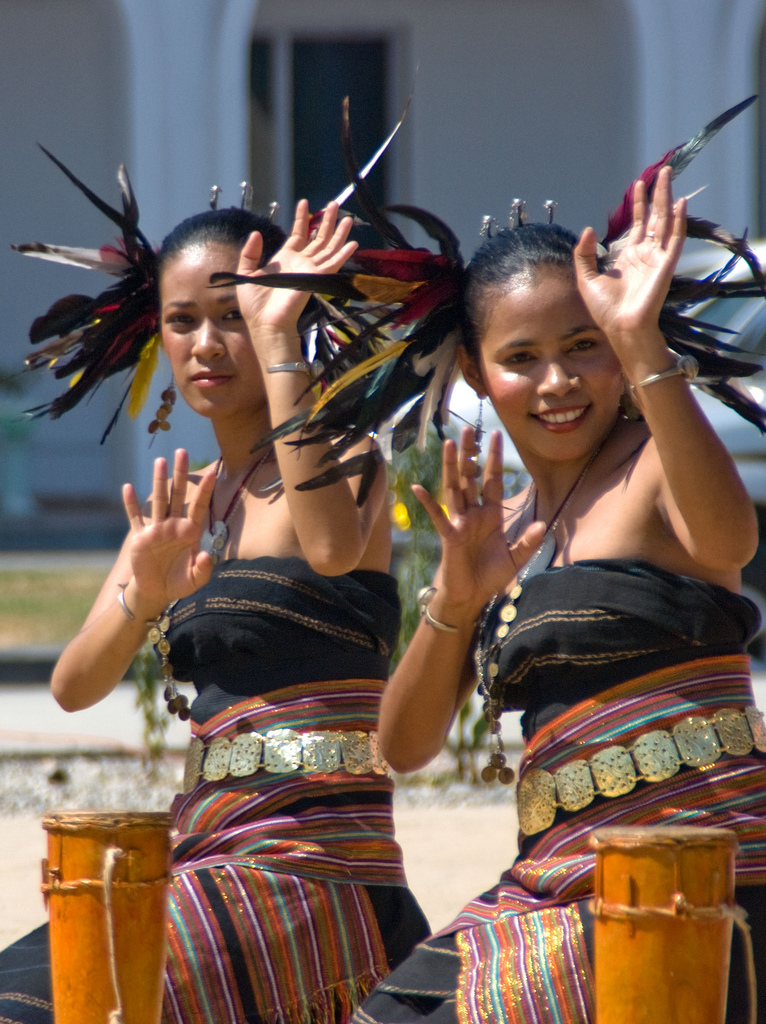
ティモールのダンサー。

東ティモールの音楽はポルトガルとインドネシア双方の支配下にあったことを反映しており、ガムランやファドのような音楽を輸入している。土着の民俗音楽の中で最も広まった様式はリクライのダンスであり、戦争後女性が男性を家に歓迎する際に披露された。小さな太鼓としばしば敵の頭を村を通して行列して運び、現在のヴァージョンでは女性によって求愛のために行われる。
東ティモールのポピュラー音楽家にはオーストラリアで育ち、音楽に故郷の民俗リズムを用いるテオ・バティステ・シメネスが挙げられる。多くの東ティモール人のコミュニティがオーストラリアやポルトガルやその他の地域にあるため、東ティモールの民俗音楽は世界各地にもたらされている。ポルトガルの難民キャンプでは、東ティモールの音楽はアンゴラやモザンビークのような他のポルトガルの植民地からのスタイルと混合している[1]。
ギターは入植者によって導入されたが、長らく東ティモールの音楽の中で重要な部分を成していた。しかしながら土着の擦弦楽器もある点ではギターと似かよっていた。外国の影響はロックンロール、ヒップホップ、レゲエなどのようなポピュラー音楽の形式の中にも表れている。
歌詞は東ティモールの公用語のテトゥン語かポルトガル語で歌われる。

## 脚註
- ^a  Brine, Dominc. East Timorese soul music live in the studio. ABC Radio, Ballarat Victoria. Wednesday, 24 March  2004
- ^ Pradhan, Arun. African dance music courtesy of East Timor. Green Left Weekly
- Music binds Australia and East Timor. Australian Broadcasting Corporation. December 21, 2001
- Music to the ears of Timor's voters. BBC News. Thursday, July 29, 1999